# (300116) 2006 UO345
(300116) 2006 UO345 es un asteroide perteneciente al cinturón de asteroides, descubierto el 28 de octubre de 2006 por el equipo del Mount Lemmon Survey desde el Observatorio del Monte Lemmon, Arizona, Estados Unidos.

## Designación y nombre
Designado provisionalmente como 2006 UO345.

## Características orbitales
2006 UO345 está situado a una distancia media del Sol de 3,166 ua, pudiendo alejarse hasta 3,236 ua y acercarse hasta 3,096 ua. Su excentricidad es 0,022 y la inclinación orbital 8,114 grados. Emplea 2058,44 días en completar una órbita alrededor del Sol.

## Características físicas
La magnitud absoluta de 2006 UO345 es 15,6. Tiene 4 km de diámetro y su albedo se estima en 0,06.